# Георгій Стойков Раковський
Гео́ргій (Георги) Сто́йков Рако́вський (болг. Георги Стойков Раковски) (4 лютого 1824, Котел, Османська імперія (нині Болгарія) — 10 вересня 1867, Бухарест, Румунія) — національний герой Болгарії, революціонер, політик, письменник, поет, публіцист, журналіст, один з «чотирьох великих» організаторів Болгарського руху звільнення від турків (Болгарської революції), куди відносять ще Васила Левски, Христо Ботева й Любена Каравелова. Його небіж — большевицький партійний діяч в УРСР Християн Раковський.

## Життєпис

### Сім'я
Народився у місті Котел у сім'ї багатого торговця і ремісника Стойко Поповича й Руски Мамарчевої. Батько був головою місцевої еснафі (гільдії). При народженні Георги отримав ім'я Сибі Стойков Попович, однак в подальшому він себе іменував по-іншому — Сава Стойков Попович, надалі — Георги Сава Раковски, й, врешті решт, Георги Стойков Раковски. Батько його був родом з села «Раково», від чого й було утворено прізвище «Раковски». Його дядько по матері був відомим борцем за звільнення Болгарії від османського іга, знаний як капітан Георги Мамарчев, на честь якого майбутній революціонер й взяв собі ім'я.

### Освіта
У 1828—1834 рр. навчався у релігійному грецько-болгарському училищі у Котелі, де вивчав окрім болгарської мови ще й грецьку. 1834 поступив до такого ж училища в місті Карлово, однак змушений був залишити місто у 1836 році через епідемію чуми, яка там виникла тоді. У кінці 1837 року поїхав з батьком до Стамбулу, до поступив до елітного грецького училища «Велика народна школа», де ґрунтовно вивчав філософію, риторику, богослов'я, математику, латинь, фізику, хімію, французьку, перську, арабську мови та інші предмети.

### Революційна діяльність
Під час перебування у Стамбулі почав революційну діяльність, ставши співзасновником «Македонського товариства», яке мала за мету звільнення Болгарії від турецького ярма, включився у боротьбу за незалежність Болгарської церкви разом з своїм другом  Іларіоном Макаріопольським. У 1841 році Георги відбув по грецькому паспорту до Браїли, де взяв діяльну участь у підготовці повстання проти османів. Однак у лютому 1842 року був схоплений турецькою владою й засуджений до страти. Через наявність грецького паспорта був визнаний громадянином Греції і переданий цій державі для відповідного покарання, але встиг втекти з-під варти до Марселя, де прожив до 1843 року, після чого відбув до Котела, де у 1845 році був заарештований за бунтівну діяльність, засуджений на 7 років тюремного покарання. Провів у турецькій в'язниці 3 роки. Вийшовши на свободу у 1848 році продовжив революційну роботу та почав свою публіцистичну й журналістську діяльність. У 1853 році з початку Кримської війни з групою болгарських революціонерів створив у Свіштові «Таємне товариство», яке збирало інформацію для російських військ про турецьку армію, а також кошти на звільнення країни від османів. Таємне товариство прийняло як прапор майбутньої болгарської республіки триколірний банер — білий, зелений і червоний. Для виконання поставлений завдань члени товариства разом з Раковським поступили до турецької армії як перекладачі, однак були заарештовані. При транспортуванні для винесення вироку до Стамбулу Раковському вдалось втекти.
У червні 1854 року Раковський організував військовий загін (чету) з 12 вояків і воював з нею у Східних Балканських горах. Тоді чета намагалася з'єднатися з російськими військами, які до цього часу вийшли на південь від Дунаю. Але коли російська армія відійшла від Дунаю, Раковський розпустив свою чету. Деякий час переховувався в Котелі, де він записав свої враження від перебування у стамбульській в'язниці. У той же час він написав першу версію своєї поемі «Лісовий подорожанин».
Наприкінці 1856 року Раковський відбув до Бухареста, де закінчив другу версію «Лісового подорожанина». Наступного року він переїхав до Австро-Угорщини, до міста Новий Сад, де розпочав публіцистичну й журналістську діяльність, видавав вісники «Болгарський щоденник» й «Дунайський лебідь», надрукував «Лісового подорожанина». Через вимогу османської влади його вислали до Румунії, але досить швидко він опинився в Одесі, де проводив етнографічну роботу, впорядковуючи болгарські пісні, написав історичну працю «Несамовитий дервіш або східне питання».

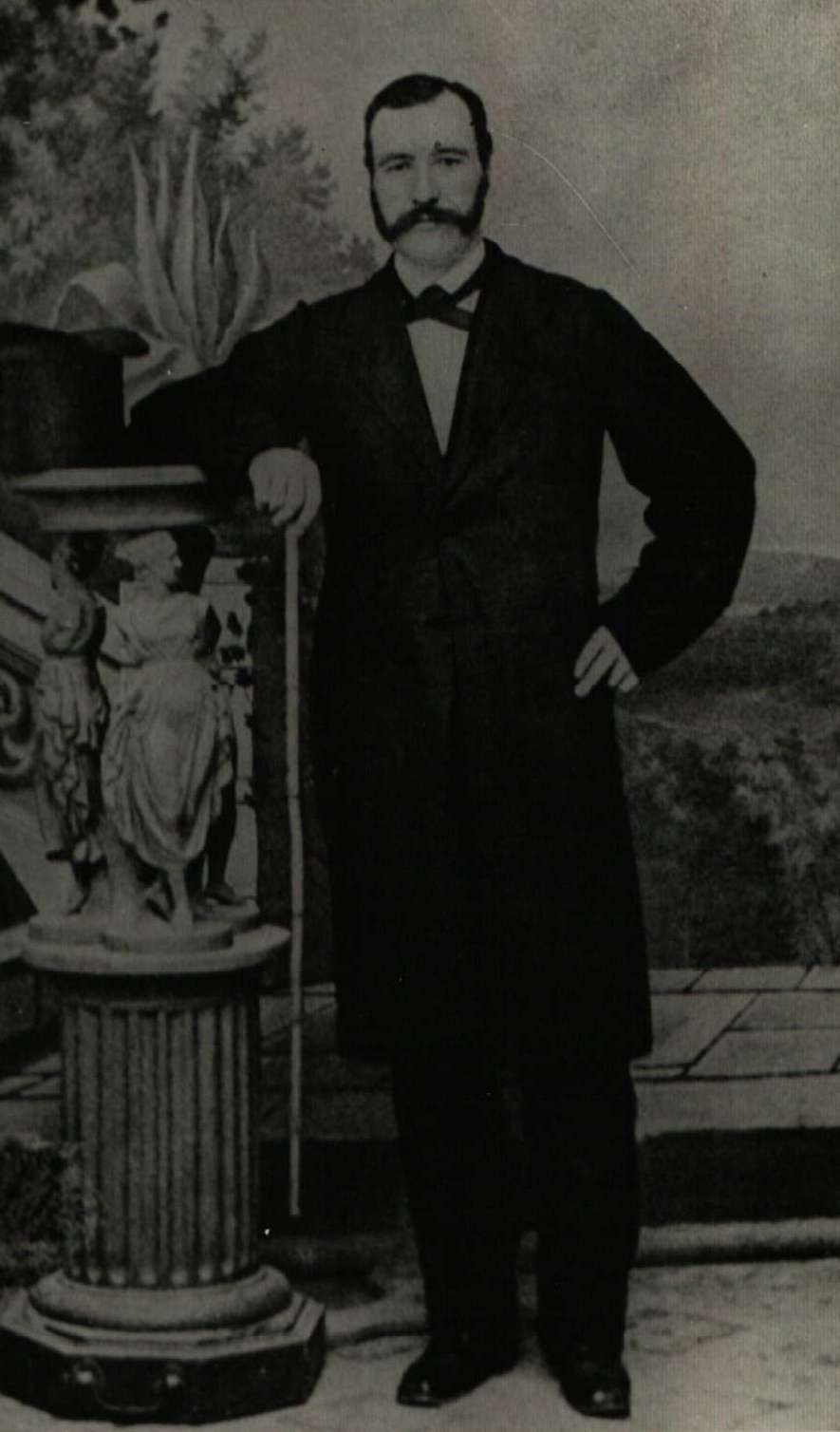
Георгій Раковський

На початку 1860 року Раковський переїхав до Белграду, де продовжив активну етнографську й видавницьку діяльність. Продовжив видавити вісника «Дунайський лебідь», у якому широко висвітлював різноманітні питання боротьби за єднання болгарського народу, церковно-визвольної боротьби, засад політичного, економічного й освітянського характеру у Болгарії, яку він мріяв звільнити від османського ярма. У той період почалось останнє переселення болгар до Російської імперії, ініційоване російською владою, яке торкнулось певних областей окупованої османами Болгарії. Раковський виступив категорично проти політики етнічної чистки цих болгарських регіонів, надрукував багато статей проти переселення, про тяжкі умови життя таких переселених на теренах Російської імперії. Він у 1861 році випустив брошуру «Переселення до Росії або російська убивча політика для болгар», де гостро критикував дії царської влади стосовно болгар. У той період він зауважив:
Всіляко проклята Росія, коли мала бої з Туреччиною, брехала простодушним болгарам, що от-от звільнить їх, а після бою їх як овець продавала!
Його активна кампанія боротьби з цим явищем призвела до досить швидкого згортання такого переселення — в деяких місцях російських агентів з агітації за переселення селяни повиганяли, а у Видині натовп розлючених болгар тримав в осаді російське консульство з вимогами повернути їм їхні паспорти.
У тому ж 1861 році Раковський вперше у контексті визвольної боротьби за свободу Болгарії від османів сформулював ідею необхідності створення «керівного центру боротьби» для організації у Сербському князівстві визвольної армії з болгарських волонтерів, яка у слушний час має переміститися до Болгарії й підняти там повстання. Задля реалізації цих ідей ним було створено «План звільнення Болгарії» і «Статут Тимчасового болгарського керівництва у Сербії». У 1862 році було створено Тимчасовий болгарський уряд на чолі з самим Георги Раковським. Йому вдалося організувати перший досить великий військовий загін, використавши для цього слушний момент — військовий конфлікт між Сербським князівством і Османською імперією. Загін брав участь у цьому конфлікті, але швидко був розпущений після нормалізації відносин між сторонами цього конфлікту, що показало слабкість плану Раковського, який ґрунтувався на необхідності формування армії за межами Болгарії і, таким чином, був залежний від прихильності тієї держави, на теренах якої створювалась визвольна армія. Напружені стосунки між Османською імперією і балканськими країнами спонукали Раковський на дії по можливому формуванню широкого визвольного союзу цих балканських країн, однак у нього нічого в цьому плані не вийшло. Це змусило його наприкінці 1863 року покинути Белград й повернутися до Бухареста, де він почав видавати новий вісник «Майбутність» і часопис «Болгарська давнина».

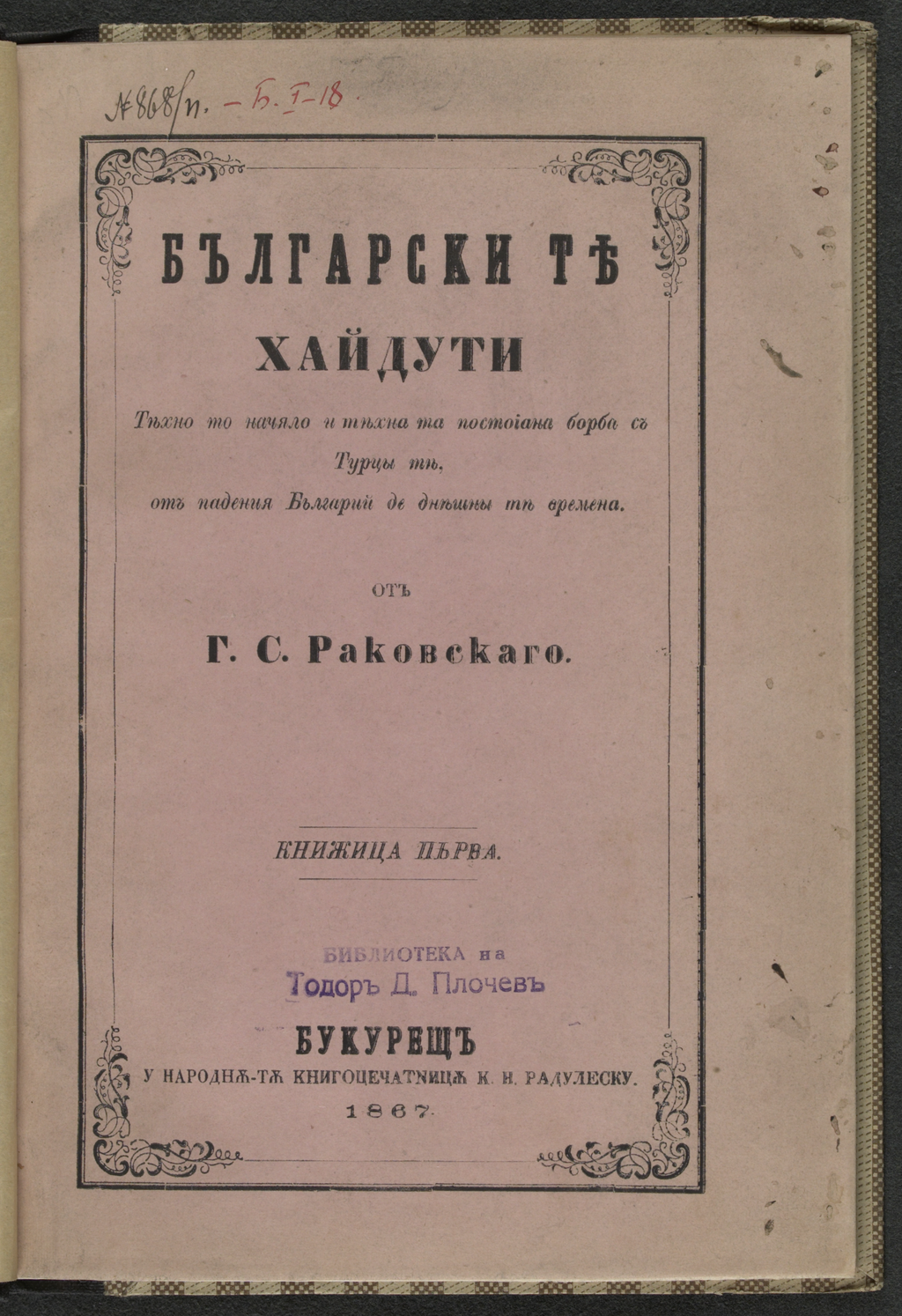
Останній твір Георгія Раковського — книга «Болгарськи гайдуки».

Наприкінці 1866 року Раковський створив «Верховне народне болгарське громадянське керівництво», виконавчим органом якого став «Таємний центральний болгарський комітет», завданням якого було формування чет для їх відправлення до Болгарії. Раковський вважав, що тільки організацією добре озброєних чет та їх безпроблемною відправленням до Болгарії можна буде спонукати пригноблений народ на повстання проти османів. У січні 1867 року Раковський видав «Тимчасовий закон про народні лісові чети влітку 1867», де були описані організаційні принципи створення чет, права й обов'язки самих четників. Влітку 1867 року були перекинуті до Болгарії створені таким способом чети Панайота Хитова й Филипа Тотю.
9 жовтня 1867 року Георги Стойков Раковський помер у Бухаресті від туберкульозу на 47 році життя.

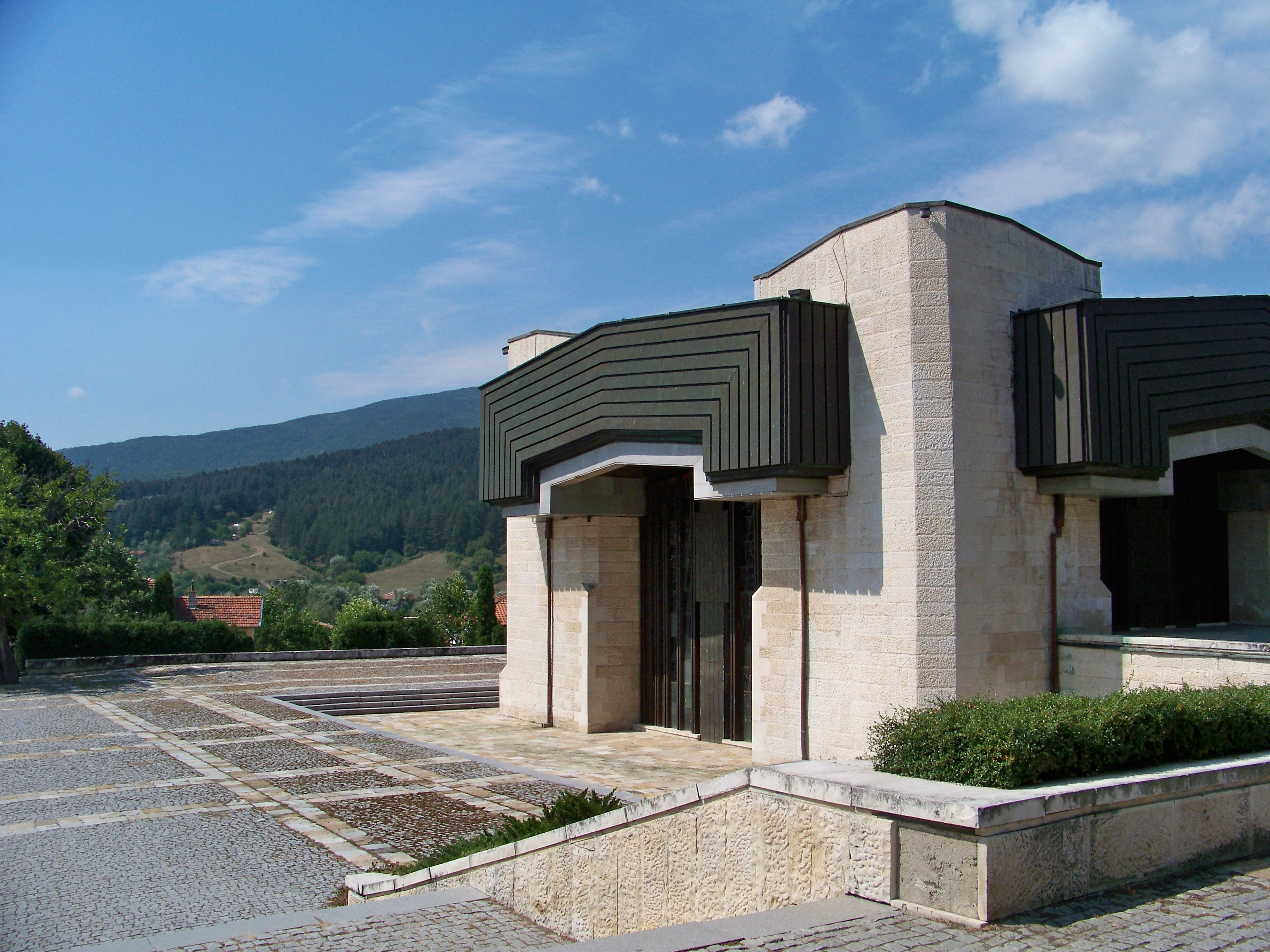
Пантеон Георги Раковски в Котелі

## Значущість для Болгарії
Значення постаті Раковського для Болгарського визвольного руху велике — він став першим ідеологом й організатором національно-визвольного руху у перші його 10 років. Він був фундатором організованого четницького руху, який вивів визвольну боротьбу на новий якісний рівень. Його послідовником став Васил Левски, з яким Раковський інтенсивно листувався наприкінці свого життя. Багато уявлень Левски стосовно методів й шляхів визвольної боротьби прийшли з полеміки з Раковським, були в подальшому сприйняті організаторами Квітневого повстання в Болгарії 1876 року, зокрема, Георги Бенковски.

## Творчість
Велике значення для болгарського народу мали його публіцистичні твори, керовані ним вісники й часописи. Раковський є автором численних оповідань, романів та поем. Найвідомішою поемою є «Лісовий подорожанин» (1857 рік), що стала першою революційною поемою в болгарській літературі. В ній зображена широка картина страждань болгар, у центрі образ гайдука — захисника поневоленого народу. Романтичне сприйняття минулого проявилося в архаїчній мові поеми. Поетичний текст супроводжується історичними, етнографічними, фольклорними і міфологічними коментарями автора. Ця поема була популярна у сучасників і мала величезний вплив на болгарську літературу. Також Раковський у 1856 році випустив збірку статей, сатиричних нарисів і романтичних віршів на історичні теми — «Провісник лісового подорожанина».